# Isabel Franco Sánchez
María Isabel Franco Sánchez (Murcia, 1970) es una periodista y emprendedora española que, desde el 1 de agosto de 2019 hasta el 13 de septiembre de 2023, ha desempeñado diferentes funciones en el Consejo de Gobierno y la Asamblea Regional de la Región de Murcia.
Afiliada a Ciudadanos desde 2015, en 2021 fue una de las diputadas que votó en contra de la moción de censura presentada por este partido contra el PP desde el mismo gobierno que compartían posición que resultó coincidir con la expresada por la ciudadana de la Región en diferentes encuestas, como la realizada por el CEMOP-Centro de Estudios Murciano de Opinión Pública-, dependiente de la Universidad de Murcia que fue recogida por diversos medios de comunicación
Este hecho le llevó a la expulsión del partido y a ser considerada, tránsfuga, según dictamen 2/2021 de la Comisión de Expertos Independientes de la Comisión de Seguimiento del Pacto por la Estabilidad Institucional y lucha contra el Transfuguismo Político.

## Biografía
Nació en 1970 en Murcia, en el barrio de San Antolín. Estudió en la Escuela de Turismo de Murcia, pero abandonó los estudios para emprender en el sector de la hostelería en una empresa familiar que finalmente quebró. Tras la experiencia, a los 19 años decidió dedicarse a la comunicación. Es máster en Responsabilidad Social Empresarial y Diplomacia Corporativa por la Universidad Católica de San Antonio de Murcia.
Fue diagnosticada en enero de 2008 de cáncer de mama en fase II, comenzó a escribir poco después un blog en el portal digital laverdad.es que recibió cientos de miles de visitas durante los primeros meses y le llevó a ganar el premio Mejor Blog de Medio de Comunicación del diario 20Minutos.

### Trayectoria profesional
Su primer trabajo como periodista profesional fue en Onda 7, en 1987. Posteriormente ha trabajado o colaborado en el diario regional de Murcia La Verdad, Diario 16, Onda Regional de Murcia o GTM Televisión.
Entre 2001 y 2010 ejerció como jefa de prensa y protocolo en el Ayuntamiento de Alcantarilla. Posteriormente creó su propia consultora profesional especializada en comunicación en redes sociales.
Fue directora del Observatorio para la Igualdad de Oportunidades de la Organización de Mujeres Empresarias y Profesionales de la Región de Murcia OMEP, organización de la que forma parte. Fue distinguida con el Premio Importante del Diario La Opinión de Murcia por su defensa de la Igualdad y premiada con el Lazo Rosa de Amiga Murcia por su compromiso con las mujeres diagnosticadas de cáncer de mama y sus familiares.
También ha sido vocal en la Junta Directiva del Colegio Oficial de Periodistas de la Región de Murcia.

### Trayectoria institucional
Isabel Franco fue elegida diputada regional en la X Legislatura a la Asamblea Regional de Murcia, en las elecciones celebradas el 26 de mayo de 2019 en las que la candidatura liderada por Isabel Franco de Ciudadanos-Partido de la Ciudadanía alcanzó el 12 % de los votos, siendo la única mujer que encabezaba la lista de un partido.
Fue portavoz del Grupo Parlamentario Ciudadanos-Partido de la Ciudadanía de la Junta de Portavoces y de la Diputación Permanente, del 19 de junio de 2019 al 9 de septiembre de 2019. El 1 de agosto de 2019 fue nombrada Vicepresidenta del Consejo de Gobierno de la Región de Murcia y Consejera de Política Social, Mujer, Igualdad, LGBT, Familias y política social de la Región de Murcia en el gobierno presidido por Fernando López Miras. 
Durante la legislatura, Isabel Franco ha estado desarrollando todas las acciones que han tenido lugar en torno a las medidas del ámbito sociosanitario, a través del IMAS y de las distintas Direcciones Generales. El resultado de estas acciones se ha visto traducido en la creación del Primer Observatorio de Igualdad de la Región de Murcia, una Guía LGTBI para el Observatorio LGTBI y la Ley de Servicios Sociales, que está siendo tramitada en el parlamento autonómico.
Trabajo que también se ha visto reflejado durante la pandemia Covid19, cuya incidencia en las residencias de personas mayores fue de las más bajas en la primera ola, sólo cinco centros de un total de 116 se vieron afectados por la primera ola de contagios. 111 centros permanecieron libres de contagios. Siendo la comunidad con menos contagios de la España peninsular, solo por detrás de Canarias.
Además, tras la segunda ola de Covid19, en la que las residencias de Murcia también registraron los datos menos malos del país, éstas fueron las primeras de toda España en estar libres de contagio, y en dejar que los mayores que ya están inmunizados pudieran salir a la calle, ya que con la llegada de la vacuna, Murcia se convirtió en la primera de todo el país en culminar el proceso de vacunación de la primera dosis en residencias de mayores y de personas con discapacidad.

### Trayectoria política
Afiliada a Ciudadanos desde 2015, en 2021 fue una de las diputadas que votó en contra de la moción de censura presentada por este partido contra el PP desde el mismo gobierno que compartían, posición que resultó coincidir con la expresada por la ciudadana de la Región en diferentes encuestas, como la realizada por el CEMOP-Centro de Estudios Murciano de Opinión Pública-, dependiente de la Universidad de Murcia que fue recogida por diversos medios de comunicación.
Esta decisión dio lugar a una remodelación del gobierno por parte del Presidente, Fernando López Miras, por la que Isabel Franco mantuvo el cargo de vicepresidenta y consejera, mientras que los otros dos diputados de ciudadanos que se opusieron a la moción de censura accedieron a nuevos cargos. Aunque los diputados defendieron en todo momento el cumplimiento del pacto de gobierno alcanzado en 2019 lo ocurrido derivó en que todos ellos fueran definidos por Ciudadanos, por el Partido Socialista y por la Comisión de Seguimiento del Pacto por la Estabilidad Institucional y lucha contra el Transfuguismo Político, como tránsfugas. A este respecto, los diputados de Ciudadanos apelaron desde el primer momento a la prohibición del mandato imperativo que recoge el artículo 67 de la Constitución Española que señala en su apartado 2 que “Los miembros de las Cortes Generales no estarán ligados por mandato imperativo”. Una cuestión sobre la que también se ha pronunciado en numerosas ocasiones el Tribunal Constitucional.
Isabel Franco ha desarrollado toda su trayectoria política en Ciudadanos, partido al que representó como candidata a la presidencia de la Región de Murcia en las elecciones de mayo de 2019 y del que fue miembro de la ejecutiva nacional tras incluirla en su equipo la presidenta nacional de Ciudadanos, Inés Arrimadas, primero como parte de la candidatura, en febrero de 2020, y después en el comité ejecutivo nacional del Partido, en marzo de 2020, cargo que ya había ocupado anteriormente junto a Albert Rivera.

### Moción de censura de marzo de 2021 y expulsión de su partido
En el mes de marzo de 2021 Isabel Franco, tras firmar una moción de censura contra el Partido Popular de Fernando López Miras, se posicionó a favor del presidente regional, rompiendo la disciplina de partido y contra el documento que horas antes había firmado. Esta maniobra se realizó junto a otros dos diputados de Ciudadanos, entrando a formar parte del Consejo de Gobierno de la Región de Murcia.
La maniobra, efectuada junto a Francisco Álvarez García, nombrado consejero de Empleo, Investigación y Universidades, y María del Valle Miguélez Santiago, nombrada consejera de Empresa, Industria y Portavocía, fue definida por su propio partido, por el Partido Socialista y por gran parte de los medios como transfuguismo.

#### Tránsfuga
Según dictamen 2/2021 de la Comisión de Expertos Independientes de la Comisión de Seguimiento del Pacto por la Estabilidad Institucional y lucha contra el Transfuguismo Político, es considerada tránsfuga, al igual que dos diputados y una diputada, junto al presidente regional, «por ser inductor y beneficiario de la conducta tránsfuga de los y las diputadas precitadas», todos ellos involucrados en el caso de transfuguismo, ya que esta Comisión considera que 

1º La conducta de los y las diputadas electas por la formación política Ciudadanos D. Francisco Álvarez García, Dª María Isabel Franco Sánchez, Dª M.ª del Valle Miguélez Santiago y D. Alberto Castillo Baños, es constitutiva de transfuguismo.

## Posiciones
Isabel Franco se reivindica como "feminista liberal" señalando su compromiso con la libertad, la igualdad, la convivencia sin violencia, la independencia económica y la corresponsabilidad.